# 446

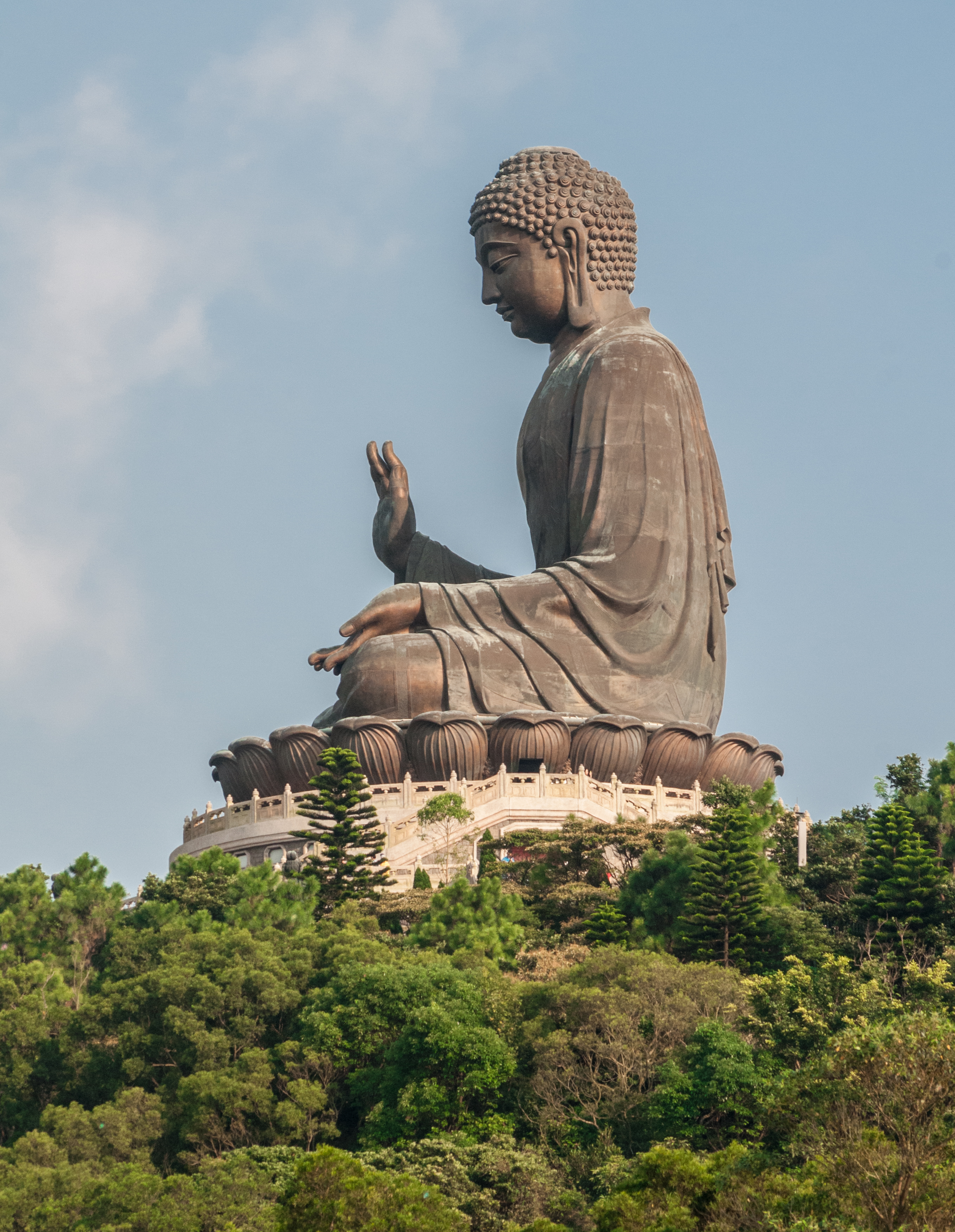
Tian Tan Boeddha op Lantau (Hongkong)

Het jaar 446 is het 46e jaar in de 5e eeuw volgens de christelijke jaartelling.

## Gebeurtenissen

### Brittannië
- Koning Vortigern probeert met Saksische huurlingen de binnendringers (Picten en Ieren) te verslaan. Hij vraagt Flavius Aëtius (magister militum van Gallië) om militaire steun, maar deze heeft genoeg problemen met Attila de Hun aan de Donaugrens (huidige Hongarije). (Dit volgens het Gemitus Britannorum.)

### China
- De Noordelijke Wei-Dynastie vervolgt de boeddhisten, zodoende wordt voorlopig de confucianistische invloed niet ondermijnd. In het noorden van het Chinese Keizerrijk bevinden zich nu circa 30.000 tempels met zo'n 2 miljoen monniken.

## Religie
- Flavianus (r. 446-449) wordt benoemd tot patriarch van Constantinopel.